# Georg Engl (Autor)
Georg Engl (* 6. April 1951 in Terenten; † 27. März 2011 ebenda) war ein Südtiroler  Schriftsteller, Publizist und Gründer der Zeitschrift Sturzflüge.

## Leben
Engl wurde in Terenten geboren und wuchs dort mit elf Geschwistern auf. Er studierte Germanistik, Geschichte und Philosophie an der Universität Wien. Zeitweise arbeitete er auch als Hilfsarbeiter am Bau, als Landesangestellter und Aushilfslehrer, später lange als Schriftsetzer. Als einer der Gründer der Südtiroler Autorenvereinigung (SAV), heute Südtiroler Autorinnen- und Autorenvereinigung (SAAV), war er einige Male deren Vorsitzender. Er war Mitbegründer der Zeitschrift „Sturzflüge“, Südtirols  bedeutendster Literaturzeitschrift (1982–2004), und bis zur Ausgabe 44 deren Leiter. Außerdem gründete er die Reihe „Edition Sturzflüge“ mit.

## Werke
- Generationen im Dialog. Briefe von früher und heute. Ed. Sturzflüge, Bozen 1995, ISBN 3-900949-13-1.
- Besetzte Landschaft. Lyrik und Prosa. Herausgegeben von Ludwig Paulmichl. Skarabäus Verlag, Innsbruck 2003, ISBN 3-7082-3135-X.
- Literatur und Politik in Südtirol. Am Beispiel der Zeitschrift „Sturzflüge“. In: Sturzflüge 1994, S. 59–64. Ed. Sturzflüge, Bozen 1994.
- Edition Sturzflüge. In: Ff - Südtiroler Wochenmagazin, Ausgabe vom 20.11.2003. Bozen 2003.